# Cerro Alvear
Pour les articles homonymes, voir Alvear.
Le cerro Alvear est une montagne argentine de Terre de Feu située au nord-est d’Ushuaïa dans la vallée de Tierra Mayor. Il a été nommé en l’honneur de Marcelo Torcuato de Alvear. Le cerro Alvear possède trois glaciers.